# Arthraxon microphyllus
Arthraxon microphyllus är en gräsart som först beskrevs av Carl Bernhard von Trinius, och fick sitt nu gällande namn av Ferdinand von Hochstetter. Arthraxon microphyllus ingår i släktet Arthraxon och familjen gräs. Inga underarter finns listade i Catalogue of Life.